# سافا (بوليا)
سافا (بالإيطالية: Sava)‏ هي بلدية في مقاطعة تارانتو في إقليم بوليا الإيطالي.

## السكان
في سنة 1861 بلغ عدد السكان 4٬349 نسمة، وتطور العدد ليصل في سنة 2014 لـ 16٬377 نسمة.
يظهر هذا المخطط البياني تطور النمو السكاني لـ سافا (بوليا)